# Chamaemyia subjuncorum
Chamaemyia subjuncorum är en tvåvingeart som beskrevs av Tanasijtshuk 1970. Chamaemyia subjuncorum ingår i släktet Chamaemyia och familjen markflugor. Inga underarter finns listade i Catalogue of Life.